# (34000) Martinmatl
2000 OL4 (asteroide 34000) é um asteroide da cintura principal. Possui uma excentricidade de 0.18517780 e uma inclinação de 5.13089º.
Este asteroide foi descoberto no dia 24 de julho de 2000 por LINEAR em Socorro.